# Daddy Long Legs
Daddy Long Legs is een Amerikaanse musicalfilm uit 1955 onder regie van Jean Negulesco. De film is gebaseerd op het gelijknamige boek van Jean Webster uit 1912, dat in Nederland bekendheid verwierf onder de titel Vadertje Langbeen. Zodoende werd de film - die werd opgenomen in CinemaScope - destijds in Nederland ook onder deze titel uitgebracht.

## Verhaal
Jervis Pendleton III is een speelse miljonair met oud geld die het liefst zijn dagen doorbrengt met zijn drumstel in zijn privévertrek. Zijn diplomatieke functie wordt eigenlijk uitgevoerd door zijn loyale adviseur Griggs. Op goedkeuren van de State Department wordt Pendleton op een diplomatieke missie naar Frankrijk gestuurd, alwaar hij, wanneer zijn auto het begeeft, strandt op een plattelandsweeshuis. Hij raakt in de ban van de 18-jarige jeugdleidster Julie Andre, maar beseft dat het leeftijdsverschil een schandaal zou betekenen. Hij kondigt de ambassadeur op om een Amerikaans visum voor het meisje te regelen en stuurt haar naar een prestigieuze universiteit in Massachusetts alwaar ook zijn 20-jarige nicht Linda studente is. Julie is haar financiële weldoener zeer dankbaar en hoewel ze zijn identiteit niet weet, schrijft ze 'Vadertje Langbeen' talloze dankbrieven.
Na verloop van tijd vergeet Pendleton wie Julie is, maar zijn secretaresse Alicia Pritchard blijft brieven ontvangen en wijst hem erop dat het niet humaan is om haar zo te negeren. Op Pritchards aandringen leest Pendleton de brieven en herinnert zich weer hoe gecharmeerd hij was van de jongedame. Hoewel hij slecht contact heeft onderhouden met Linda's moeder en Linda zelf ook niet heeft gezien sinds ze een baby is, besluit hij om haar een bezoekje te brengen, in de hoop om ook Julie weer tegen het lijf te lopen. Julie is inmiddels een geliefde studente met hoge resultaten die wordt bekoord door Jimmy McBride, de broer van haar andere huisgenote Sally.
Pendleton is blij verrast dat Julie zich inmiddels heeft ontpopt tot volwassen dame en hoewel hij zijn identiteit niet onthult, leert hij haar steeds beter kennen. Al gauw raakt hij smoorverliefd op haar en nodigt haar uit om hem in New York te bezoeken. Zijn concurrentie Jimmy stuurt hij op een werkfunctie naar Zuid-Amerika. Hij koopt een verlovingsring voor Julie, maar wordt flink ontmoedigd om haar ten huwelijk te vragen; zijn collega's verzekeren hem ervan dat het leeftijdsverschil oorzaak genoeg is voor een politiek schandaal. Hij geeft toe, brengt Jimmy terug naar de Verenigde Staten en stuurt Julie terug naar de universiteit.
Julie, die inmiddels ook verliefd is geworden op Pendleton, stuurt een brief naar 'Vadertje Langbeen' waarin ze om advies vraagt. Nadat Pritchard en Griggs deze brief lezen raken ze ervan overtuigd dat Pendleton en Julie bij elkaar horen als liefdeskoppel en voeren een succesvol plan uit om het koppel te herenigen. Nadat hij zijn ware identiteit onthult, vraagt Pendleton Julie ten huwelijk.

## Rolverdeling
| Acteur           | Personage                   |
| ---------------- | --------------------------- |
| Fred Astaire     | Jervis Pendleton III        |
| Leslie Caron     | Julie Andre                 |
| Terry Moore      | Linda Pendleton             |
| Thelma Ritter    | Alicia Pritchard            |
| Fred Clark       | Griggs                      |
| Charlotte Austin | Sally McBride               |
| Larry Keating    | Ambassadeur Alex Williamson |
| Kathryn Givney   | Gertrude Pendleton          |
| Kelly Brown      | Jimmy McBride               |
| Ray Anthony      | Zichzelf                    |

Verscheidene dansers van het gezelschap van Roland Petit verschenen in de film.

## Productie
Het boek van Jean Webster werd in 1919 verfilmd als stomme film met Mary Pickford in de hoofdrol. In 1938 verscheen een Nederlandstalige verfilming met Lily Bouwmeester. 20th Century Fox kondigde in december 1951 zijn plannen aan om het boek opnieuw te verfilmen. Aanvankelijk wilde de studio Mitzi Gaynor casten in die rol, maar in januari 1954 sloot Fox, op aandringen van Fred Astaire, een deal met Metro-Goldwyn-Mayer om Leslie Caron aan te stellen. De vrouwelijke hoofdpersoon is in deze film de Franse Julie Andre, terwijl ze in het boek de naam Judy Abbott droeg; de aanpassing werd gemaakt toen de Franstalige Caron werd gecast.
De productie zou op 15 september 1954 van start gaan, maar werd uitgesteld toen Astaires vrouw een dag eerder overleed. Maurice Chevalier stond op stand-by om de rol over te nemen mocht het voorval voordoen dat Astaire niet in staat was om aan de draaiperiode te beginnen, maar Astaire - aan wie de rol persoonlijk door studiohoofd Darryl F. Zanuck werd aangeboden - had veel enthousiasme voor het scenario en besloot om zich niet terug te trekken. Astaire had zelf aangeboden de tot dan toe gemaakte kosten te dekken als hij vervangen had moeten worden.
Voor het filmverhaal werden portretten van Astaire geleverd in de stijl van onder andere Pablo Picasso, John Singer Sargent en James McNeill Whistler; regisseur Jean Negulesco schilderde eigenhandig het portret in de stijl van Picasso.

## Ontvangst
Hoewel sommigen kritiek hadden op Astaire en Caron als duo, werd de film in de Verenigde Staten door zowel het publiek als de pers redelijk goed ontvangen. In Nederland werd er kritiek gebracht aan de vele veranderingen die dit filmscenario kende ten opzichte van het boek. De Waarheid schreef: "Er is zoveel bijgesleept en zoveel afgehaald, dat er niet veel meer van overblijft dan van welke andere Amerikaanse showfilm ook. [..] U [moet] de film alleen gaan zien als u houdt van veel en lange zang- en dansscènes. Jammer van Leslie Caron: in Lili (1953) was ze heel wat beter."
Ook Het Vrije Volk had kritiek op deze bewerking en schreef dat de film "wel wat van de vriendelijke humor [mist]"; Astaire en Caron werden wel geprezen voor hun optreden. De Telegraaf, die het filmverhaal veroordeelde als te zoet, was het er over eens dat Astaire en Caron "prettig pretentieloos [spelen] en allercharmantst dansen", maar was vooral onder de indruk van de acteerprestaties van Thelma Ritter en Fred Clark.
Het lied "Something's Gotta Give" dat wordt opgetreden in de film werd een grote hit en haalde een Oscarnominatie in de wacht. De film werd ook genomineerd in de categorieën "Beste Art Direction" en "Beste Musicalscore".